# Liste der Baudenkmäler im Kölner Stadtteil Buchforst
Die folgende Liste enthält die in der Denkmalliste ausgewiesenen Baudenkmäler auf dem Gebiet des Stadtteils Köln-Buchforst, Stadtbezirk Köln-Mülheim, Nordrhein-Westfalen.
Hinweis: Die Reihenfolge der Baudenkmäler in dieser Liste orientiert sich an den Straßennamen und ist alternativ nach Hausnummern, Denkmallistennummer oder Bezeichnung sortierbar.
Basis ist die offizielle Kölner Denkmalliste (Stand: 16. August 2012), die Baudenkmäler und Denkmalbereiche auflistet. Dabei kann es sich beispielsweise um Sakralbauten, Wohn- und Fachwerkhäuser, historische Gutshöfe und Adelsbauten, Industrieanlagen, Wegekreuze und andere Kleindenkmäler sowie Grabmale und Grabstätten, die eine besondere Bedeutung für die Geschichte Kölns haben, handeln. Grundlage für die Aufnahme in die offiziellen Denkmallisten ist das Denkmalschutzgesetz Nordrhein Westfalens.

Denkmäler nach Straßen geordnet: A | C | E | F | G | H | K | M | V | W 
| Bild                           | Bezeichnung                                     | Lage                                                    | Beschreibung                                                                                  | Bauzeit | Einge- tragen seit | Denk- mal- nr. |
| ------------------------------ | ----------------------------------------------- | ------------------------------------------------------- | --------------------------------------------------------------------------------------------- | ------- | ------------------ | -------------- |
| Fotos hochladen                | Wohnhaus                                        | Buchforst Archimedesstr. 28 Karte                       |                                                                                               |         | 11. Januar 1982    | 900            |
| Fotos hochladen                | Wohnhaus                                        | Buchforst Archimedesstr. 62 Karte                       |                                                                                               |         | 27. April 1989     | 4949           |
| Fotos hochladen                | Siedlung „Weiße Stadt“ (Denkmalbereich geplant) | Buchforst Archimedesstr. 25–37 Karte                    |                                                                                               |         | 22. Februar 2006   | 8696           |
| Fotos hochladen                | Siedlung „Weiße Stadt“ (Denkmalbereich geplant) | Buchforst Cusanusstr. 2–16 Karte                        |                                                                                               |         | 22. Februar 2006   | 8696           |
| Fotos hochladen                | Grünanlage, Platzgestaltung                     | Buchforst Cusanusstr. o. Nr. Karte                      |                                                                                               |         | 1. Juli 1980       | 643            |
| weitere Bilder Fotos hochladen | Kirche St. Petrus Canisius                      | Buchforst Cusanusstr. o. Nr. Karte                      |                                                                                               |         | 12. April 1983     | 1402           |
| weitere Bilder Fotos hochladen | Siedlung „Weiße Stadt“ (Denkmalbereich geplant) | Buchforst Eulerstr. 1–11 Karte                          |                                                                                               |         | 22. Februar 2006   | 8696           |
| Fotos hochladen                | Siedlung „Weiße Stadt“ (Denkmalbereich geplant) | Buchforst Eulerstr. 4–14 Karte                          |                                                                                               |         | 22. Februar 2006   | 8696           |
| Fotos hochladen                | Siedlung „Weiße Stadt“ (Denkmalbereich geplant) | Buchforst Fabriciusstr. 1–7 Karte                       |                                                                                               |         | 22. Februar 2006   | 8696           |
| Fotos hochladen                | Siedlung „Weiße Stadt“ (Denkmalbereich geplant) | Buchforst Fabriciusstr. 2–18 Karte                      |                                                                                               |         | 22. Februar 2006   | 8696           |
| Fotos hochladen                | Siedlung „Weiße Stadt“ (Denkmalbereich geplant) | Buchforst Galileistr. 1–15 Karte                        |                                                                                               |         | 22. Februar 2006   | 8696           |
| Fotos hochladen                | Siedlung „Weiße Stadt“ (Denkmalbereich geplant) | Buchforst Galileistr. 2–8 Karte                         |                                                                                               |         | 22. Februar 2006   | 8696           |
| Fotos hochladen                | Siedlung Blauer Hof                             | Buchforst Heidelberger Str. 9 / Dortmunder Straße Karte |                                                                                               |         | 4. Mai 2000        | 8470           |
| Fotos hochladen                | Siedlung Blauer Hof                             | Buchforst Heidelberger Str. 11 Karte                    |                                                                                               |         | 4. Mai 2000        | 8470           |
| Fotos hochladen                | Allee                                           | Buchforst Heidelberger Straße Karte                     |                                                                                               |         | 1. Juli 1980       | 661            |
| Fotos hochladen                | Siedlung „Weiße Stadt“ (Denkmalbereich geplant) | Buchforst Herschelstr. 1–13 Karte                       |                                                                                               |         | 22. Februar 2006   | 8696           |
| Fotos hochladen                | Siedlung „Weiße Stadt“ (Denkmalbereich geplant) | Buchforst Herschelstr. 2–10 Karte                       |                                                                                               |         | 22. Februar 2006   | 8696           |
| Fotos hochladen                | Siedlung Blauer Hof                             | Buchforst Hertzstr. 10 / Dortmunder Straße Karte        |                                                                                               |         | 4. Mai 2000        | 8470           |
| Fotos hochladen                | Siedlung Blauer Hof                             | Buchforst Hertzstr. 12 Karte                            |                                                                                               |         | 4. Mai 2000        | 8470           |
| Fotos hochladen                | Siedlung Blauer Hof                             | Buchforst Hertzstr. 14 Karte                            |                                                                                               |         | 4. Mai 2000        | 8470           |
| Fotos hochladen                | Siedlung Blauer Hof                             | Buchforst Hertzstr. 16 Karte                            | Bild: Innenhofansicht mit Blick nach Norden auf die Rückfront der Häuser Hertzstr. 12 bis 16. |         | 4. Mai 2000        | 8470           |
| BW                             | Siedlung Blauer Hof                             | Buchforst Hertzstr. 18 / Waldecker Straße Karte         |                                                                                               |         | 4. Mai 2000        | 8470           |
| Fotos hochladen                | Siedlungsbauten (Buchforst)                     | Buchforst Kalk-Mülheimer Str. 339–359 Karte             | Wohnanlage der Gemeinnützigen Wohnungs-Genossenschaft 1897 Köln rrh                           |         | 11. Februar 2003   | 8609           |
| Fotos hochladen                | Siedlung Blauer Hof                             | Buchforst Kasseler Str. 16 / Dortmunder Straße Karte    |                                                                                               |         | 4. Mai 2000        | 8470           |
| Fotos hochladen                | Siedlung Blauer Hof                             | Buchforst Kasseler Str. 18 Karte                        |                                                                                               |         | 4. Mai 2000        | 8470           |
| Fotos hochladen                | Siedlung Blauer Hof                             | Buchforst Kasseler Str. 20 Karte                        |                                                                                               |         | 4. Mai 2000        | 8470           |
| Fotos hochladen                | Siedlung Blauer Hof                             | Buchforst Kasseler Str. 22 Karte                        |                                                                                               |         | 4. Mai 2000        | 8470           |
| Fotos hochladen                | Siedlung Blauer Hof                             | Buchforst Kasseler Str. 24 Karte                        |                                                                                               |         | 4. Mai 2000        | 8470           |
| Fotos hochladen                | Siedlung Blauer Hof                             | Buchforst Kasseler Str. 26 Karte                        |                                                                                               |         | 4. Mai 2000        | 8470           |
| Fotos hochladen                | Siedlung Blauer Hof                             | Buchforst Kasseler Str. 28 / Waldecker Straße Karte     | Bild: links Haus 28, rechts Haus 27.                                                          |         | 4. Mai 2000        | 8470           |
| Fotos hochladen                | Siedlung Blauer Hof                             | Buchforst Kasseler Str. 17 / Dortmunder Straße Karte    |                                                                                               |         | 4. Mai 2000        | 8470           |
| Fotos hochladen                | Siedlung Blauer Hof                             | Buchforst Kasseler Str. 19 Karte                        |                                                                                               |         | 4. Mai 2000        | 8470           |
| Fotos hochladen                | Siedlung Blauer Hof                             | Buchforst Kasseler Str. 21 Karte                        |                                                                                               |         | 4. Mai 2000        | 8470           |
| Fotos hochladen                | Siedlung Blauer Hof                             | Buchforst Kasseler Str. 23 Karte                        |                                                                                               |         | 4. Mai 2000        | 8470           |
| Fotos hochladen                | Siedlung Blauer Hof                             | Buchforst Kasseler Str. 25 Karte                        |                                                                                               |         | 4. Mai 2000        | 8470           |
| Fotos hochladen                | Siedlung Blauer Hof                             | Buchforst Kasseler Str. 27 / Waldecker Straße Karte     |                                                                                               |         | 4. Mai 2000        | 8470           |
| Fotos hochladen                | Siedlung „Weiße Stadt“ (Denkmalbereich geplant) | Buchforst Kirchhoffstr. 1–7 Karte                       |                                                                                               |         | 22. Februar 2006   | 8696           |
| Fotos hochladen                | Siedlung „Weiße Stadt“ (Denkmalbereich geplant) | Buchforst Klaprothstr. 2–10 Karte                       |                                                                                               |         | 22. Februar 2006   | 8696           |
| Fotos hochladen                | Siedlung „Weiße Stadt“ (Denkmalbereich geplant) | Buchforst Kopernikusstr. 1 / Geibelstraße Karte         |                                                                                               |         | 22. Februar 2006   | 8696           |
| weitere Bilder Fotos hochladen | Auferstehungskirche                             | Buchforst Kopernikusstr. 34–38 Karte                    |                                                                                               |         | 2. Oktober 1992    | 6632           |
| Fotos hochladen                | Siedlung „Weiße Stadt“ (Denkmalbereich geplant) | Buchforst Mesmerstr. 1–15 Karte                         |                                                                                               |         | 22. Februar 2006   | 8696           |
| Fotos hochladen                | Siedlung „Weiße Stadt“ (Denkmalbereich geplant) | Buchforst Mesmerstr. 2–12 Karte                         |                                                                                               |         | 22. Februar 2006   | 8696           |
| Fotos hochladen                | Siedlung „Weiße Stadt“ (Denkmalbereich geplant) | Buchforst Voltastr. 18–32 Karte                         |                                                                                               |         | 22. Februar 2006   | 8696           |
| Fotos hochladen                | Siedlung Blauer Hof                             | Buchforst Waldecker Str. 45 / Heidelberger Straße Karte |                                                                                               |         | 4. Mai 2000        | 8470           |
| BW                             | Siedlung Blauer Hof                             | Buchforst Waldecker Str. 47 Karte                       |                                                                                               |         | 4. Mai 2000        | 8470           |
| Fotos hochladen                | Siedlung Blauer Hof                             | Buchforst Waldecker Str. 49 Karte                       |                                                                                               |         | 4. Mai 2000        | 8470           |
| Fotos hochladen                | Siedlung Blauer Hof                             | Buchforst Waldecker Str. 51–59 Karte                    |                                                                                               |         | 4. Mai 2000        | 8470           |
| Fotos hochladen                | Allee                                           | Buchforst Waldecker Straße Karte                        |                                                                                               |         | 1. Juli 1980       | 703            |